# Clarence Love
(en) Statistiques sur pro-football-reference
Clarence Eugene Love, né le 16 juin 1976 à Jackson, est un joueur américain de football américain.

## Biographie

### Enfance
Love étudie à la Jackson High School et intègre l'équipe de football américain de l'école de 1990 à 1992 comme defensive back. Considéré comme l'un des meilleurs joueurs de l'histoire de l'arrondissement de Jackson, il décroche son inscription à l'université de Toledo.

### Carrière

#### Université
Après une année de redshirt, il commence à jouer avec les Rockets en 1994. Love passe quatre saisons dans l'alignement défensif de Toledo. 

#### Professionnel
Clarence Love est sélectionné au quatrième tour de la draft 1998 de la NFL par les Eagles de Philadelphie, au 116e choix. La franchise mise sur Love, le désignant comme le remplaçant de Mike Zordich, prévoyant de partir à la retraite. Après une saison de rookie où il n'apparaît que lors de six matchs, le cornerback quitte les plans des Eagles et se fait passer devant par Tim Hauck, se retrouvant sans équipe,.
Après un essai raté chez les Jaguars de Jacksonville pour la saison 1999, Love signe avec les Ravens de Baltimore et se retrouve remplaçant de Rod Woodson et Kim Herring. Le défenseur ne joue aucun match en 1999, gagnant tout de même le World Bowl avec la Galaxy de Francfort en NFL Europa, et foule une fois le gazon en 2000, année durant laquelle Baltimore décroche le Super Bowl XXXV. Malgré ce titre, il n'est pas conservé et est résilié en juin 2001. 
Sans maillot pendant une saison, Love revient dans le jeu avec les Raiders d'Oakland en 2002, disputant vingt-quatre matchs dont trois comme titulaire en deux saisons pour vingt-cinq tacles et repoussant une passe. Il ne peut empêcher la défaite des Raiders au Super Bowl XXXVII contre les Buccaneers de Tampa Bay et manque de décrocher sa deuxième bague. Victime d'une blessure au genou en 2004, les Raiders le déclarent inapte et est résilié. Love prend sa retraite peu de temps après. 